# Kvevri
Kvevri (gruzijsko ქვევრი [kʰvɛvɾi]) - znani tudi kot Čuri (gruzijsko ჭური) v zahodni Gruziji - so velike lončene posode, ki se uporabljajo za fermentacijo, shranjevanje in staranje tradicionalnega gruzijskega vina. Podobne velikim jajčastim amforam brez ročajev so bodisi zakopane v zemljo bodisi postavljene v tla velikih vinskih kleti. Kvevri se razlikujejo po velikosti: prostornina se giblje od 20 litrov do okoli 10.000; 800 je tipično. Zgodovinsko gledano je proizvodnja vina v kvevrih najstarejša oblika proizvodnje vina na svetu. Ta oblika pridelave vina je bila v preteklosti zelo razširjena in obstaja veliko arheoloških najdb iz rimskega ekvivalenta pod imenom Dolium.
Arheološka izkopavanja v južni gruzijski regiji Kvemo Kartli (zlasti na Gori Dangreuli, Gori Gadachrili in v vasi Imiri) so odkrila dokaze o grozdnih peškah in kvevrih iz 6. tisočletja pr. n. št.
Vasi Acana v Guriji; Makatubani, Šroša, Tq'emlovana in Čhiroula v Imeretiju; in Vardisubani v Kahetiju sta tradicionalni območji izdelave kvevriv. Obrtniške družine so znanje o tej starodavni obrti prenašale skozi generacije. Glino, ki se uporablja za izdelavo kvevra, je treba skrbno izbrati, saj bodo njene značilnosti vplivale na vsebnost mineralov v vinu.
Postopek pridelave vina v kvevru vključuje stiskanje grozdja in nato vlivanje soka, grozdnih kožic, pecljev in pešk v kvevre, ki se nato zaprejo. Sok nato pustijo fermentirati v vino vsaj pet do šest mesecev, preden ga pretočijo in ustekleničijo. Tropine (mešanica pešk, kožic in pecljev), ki ostanejo, se v gruzijščini imenujejo čača. Destilirajo jo v žganje, ki se tudi imenuje čača. Prazni kvevri se nato operejo, sterilizirajo z apnom in ponovno premažejo s čebeljim voskom, pripravljeni za ponovno polnjenje.
Tradicionalna gruzijska vina ne predstavljajo enotnega sloga. Skupna značilnost je, da se njihova vinifikacija izvaja v kvevrih, ki so popolnoma zakopani v zemljo, tako da celo izstopno grlo ostane pod nivojem tal. Najbolj nenavadna in arhaična izmed tradicionalnih gruzijskih vin je belo kahetijsko vino (znano tudi kot oranžno ali jantarno vino), ki je več mesecev macerirano z lupinami, pečkami in peclji grozdja v zakopanem kvevru. »Kahetska metoda« je skrajni tok gruzijske vinarske tradicije, medtem ko zmerna frakcija predstavlja tako imenovano »imeretijsko metodo«. Od »kahetijske metode« se razlikuje po količini in kakovosti uporabljene čače (tropin). Imerecka metoda uporablja le del čače, približno eno desetino, stebla pa se sploh ne uporabljajo. Preostali proizvodni proces poteka v bistvu na enak način. Rezultat je vino, ki je veliko bližje evropskim standardom, ni tako taninsko kot tradicionalno kahetijsko vino, čeprav jim v tem primeru dolgo zorenje v kvevru daje nesporno gruzijsko stigmo. Vmesno mesto med kahetijskim in imereckim stilom predstavlja tradicionalno belo vino iz province Kartli (osrednja Gruzija), kjer se ena tretjina čače s peclji doda kvevru.
V preteklosti so kvevre uporabljali tudi za shranjevanje žganja, žita, masla, sira in številnih drugih pokvarljivih živil, čeprav so jih v Gruziji vedno uporabljali predvsem za pridelavo vina. Velike keramične posode za shranjevanje, kot so te, izdelujejo v mnogih državah, vendar jih za pridelavo vina uporabljajo le Gruzija, Španija (vino de tinaja, vino de pitarra) in Portugalska (vinho de talha).
Vinarji, ki uporabljajo kvevre, trdijo, da je njihovo vino že po naravi stabilno, bogato s tanini in da ne potrebuje kemičnih konzervansov za dolgo življenjsko dobo in vrhunski okus. Tanini v vinu iz kvevrov omejujejo vsebnost beljakovin in preprečujejo motnost.
Ker se je ruski trg za gruzijska vina skoraj zmanjšal, je Gruzija obudila to starodavno metodo pridelave vina in vzbuja zanimanje po vsem svetu. Različne komercialne kleti v Gruziji izvažajo vina iz kvevrov v tujino, nekateri vinarji v Evropi in Ameriki pa so začeli izdelovati svoja vina v kvevru.
Kvevri in tradicija pridelave vina v njih je bila leta 2011 vpisana v register nesnovne kulturne dediščine Gruzije. Leta 2013 je UNESCO dodal tradicionalno gruzijsko metodo pridelave vina v kvevru kot vino kvevri na svoj seznam svetovne nesnovne kulturne dediščine.

## Črkovanje
Gruzijski jezik ima dva zvoka 'k': ქ (običajni 'k' kot v slovenščini) in კ (izdišni 'k'). Beseda kvevri (gruzijsko: ქვევრი) se črkuje z običajno črko 'k', toda ko se gruzijsko tipka na standardni tipkovnici, je tipka, dodeljena temu 'k', pravzaprav tipka 'q'; Gruzijci zato besedo v angleščini vedno črkujejo s črko 'q'. To nekoliko zavajajoče črkovanje je od takrat v tujini postalo povsem običajno in se uporablja celo v številnih uradnih publikacijah (npr. Unescovi dokumenti itd.).